# Soledar

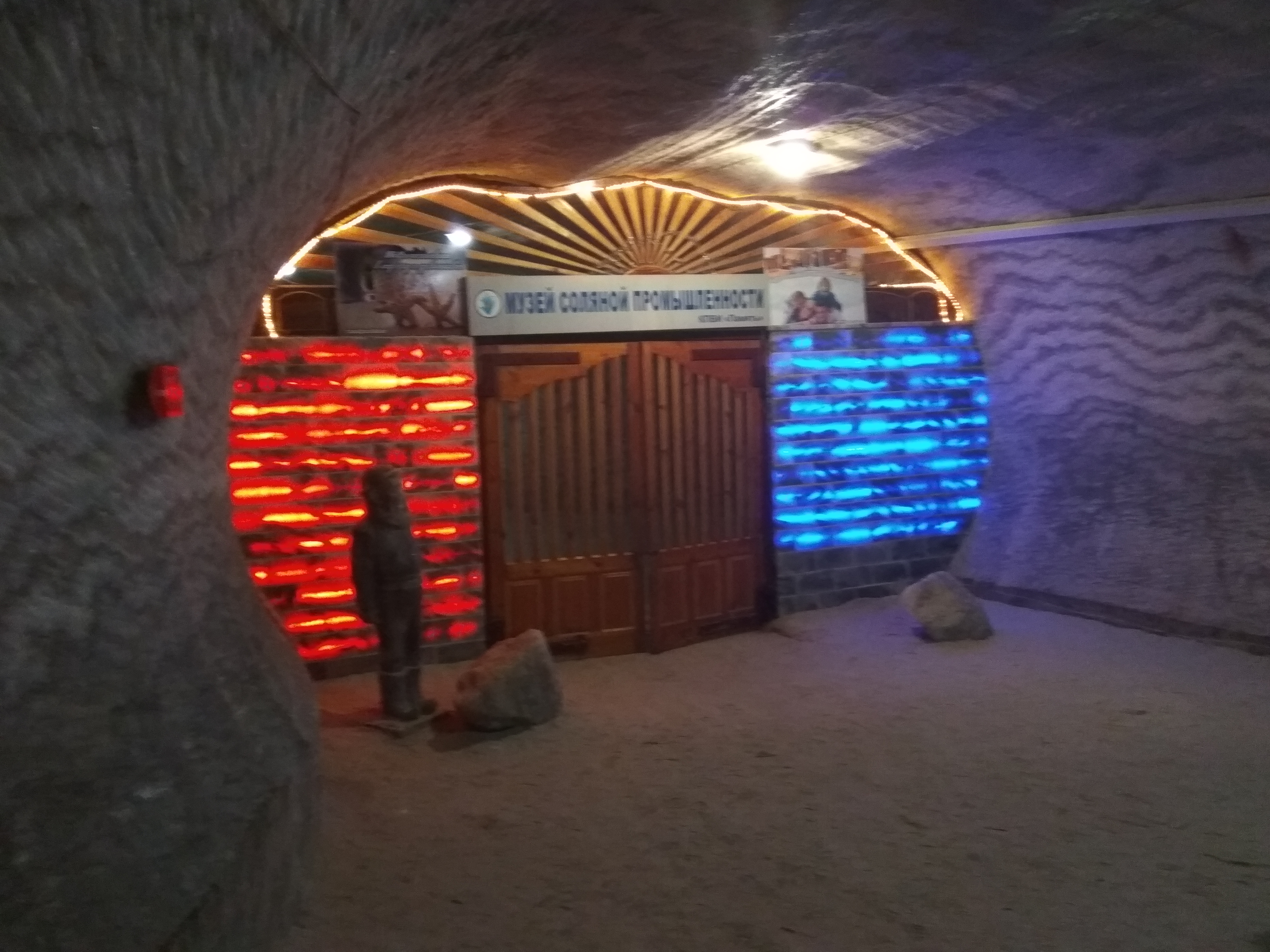
Ingång till saltgruvan.

Soledar (ukrainska: Соледар, före 1991: Karlo-Libknechtivsk) är en stad i den nordliga delen av Donetsk oblast i östra Ukraina. Staden beräknades ha 10 490 invånare i januari 2022.
Soledar är känt för sin saltgruva med stora underjordiska utrymmen som används för behandling av lungsjukdomar och astma, men också som konsertsal.
Staden, som ligger cirka 10 kilometer nordost om Bachmut, förstördes nästan helt under Rysslands invasion av Ukraina 2022.